# C' Rock
C' Rock è il quarto singolo del duo musicale italiano Chrisma, pubblicato nel 1977 come secondo estratto dal loro primo album Chinese Restaurant.

## Descrizione
Il disco, prodotto e arrangiato da Niko Papathanassiou, è stato pubblicato dalla casa discografica Polydor Records nel 1977 in due formati ambedue destinati al mercato italiano. Il 7" contiene come lato B il brano Mandoia, mentre il 12" contiene una versione più lunga di C' Rock e, oltre a Mandoia, una terza traccia, il brano Thank You. Tutti i brani sono contenuti nell'album Chinese Restaurant e scritti da Maurizio Arcieri assieme a Niko Pathanassiou.

## Tracce
7"
1. C' Rock – 4:40 (Maurizio Arcieri, Niko Papathanassiou)
2. Mandoia – 4:25 (Maurizio Arcieri, Niko Papathanassiou)

Durata totale: 9:05
12"
1. C' Rock – 6:17 (Maurizio Arcieri, Niko Papathanassiou)
2. Thank You – 4:17 (Maurizio Arcieri, Niko Papathanassiou)
3. Mandoia – 4:25 (Maurizio Arcieri, Niko Papathanassiou)

Durata totale: 14:59

## Crediti
- Christina Moser - voce
- Maurizio Arcieri - voce
- Niko Pathanassiou - produzione discografica, arrangiamenti